# Escalada en los Juegos Mundiales de 2022
La Escalada en los Juegos Mundiales de 2022 es uno de los deportes que forman parte de los Juegos Mundiales de 2022 celebrados en Birmingham, Alabama durante el mes de julio de 2022, y se llevó a cabo en el Sloss Furnaces.

## Participantes
- Australia (1)
- Austria (6)
- Bélgica (3)
- Chile (2)
- Ecuador (1)
- Francia (7)
- Alemania (2)
- Indonesia (2)
- Israel (2)
- Japón (7)
- Kazajistán (2)
- Polonia (3)
- Eslovenia (5)
- Sudáfrica (3)
- Suiza (2)
- Ucrania (4)
- Estados Unidos (7)

## Resultados

### Masculino
| Evento     | Oro              | Plata            | Bronce          |
| ---------- | ---------------- | ---------------- | --------------- |
| Bloques    | Nicolas Collin   | Kokoro Fujii     | Yoshiyuki Ogata |
| Velocidad  | Veddriq Leonardo | Kiromal Katibin  | Yaroslav Tkach  |
| Dificultad | Sascha Lehmann   | Masahiro Higuchi | Mejdi Schalck   |

### Femenino
| Evento     | Oro          | Plata           | Bronce           |
| ---------- | ------------ | --------------- | ---------------- |
| Bloques    | Miho Nonaka  | Katja Debevec   | Mao Nakamura     |
| Velocidad  | Emma Hunt    | Natalia Kałucka | Franziska Ritter |
| Dificultad | Jessica Pilz | Natsuki Tanii   | Lana Skušek      |

## Medallero
| Rank                | País                | Oro | Plata | Bronce | Total |
| ------------------- | ------------------- | --- | ----- | ------ | ----- |
| 1                   | Japón               | 1   | 3     | 2      | 6     |
| 2                   | Indonesia           | 1   | 1     | 0      | 2     |
| 3                   | Austria             | 1   | 0     | 0      | 1     |
| 3                   | Bélgica             | 1   | 0     | 0      | 1     |
| 3                   | Estados Unidos      | 1   | 0     | 0      | 1     |
| 3                   | Suiza               | 1   | 0     | 0      | 1     |
| 7                   | Eslovenia           | 0   | 1     | 1      | 2     |
| 8                   | Polonia             | 0   | 1     | 0      | 1     |
| 9                   | Alemania            | 0   | 0     | 1      | 1     |
| 9                   | Francia             | 0   | 0     | 1      | 1     |
| 9                   | Ucrania             | 0   | 0     | 1      | 1     |
| Totales (11 países) | Totales (11 países) | 6   | 6     | 6      | 18    |